# ましまえん
『ましまえん』は、真島ヒロによる日本の漫画作品。デビュー作を含む短編集である。

## 収録作品一覧
本作では第1話、第2話…ではなく、1、2…と表記される。

### 1巻
MAGICIAN（マジシャン）
フェアリー・テール
COCONA（ココナ）
プルーの冒険日記II

### 2巻
BAD BOYS SONG（バット ボーイズ ソング）
MP（マジックパーティー）
Xmas hearts（クリスマス ハーツ）
混合戦隊ミクスチャー

## 単行本
KCデラックス文庫（講談社）より2003年12月17日1・2巻同時発刊。
1. ISBN 978-4063348217
2. ISBN 978-4063348224